# Lijepa nasa domovino
Lijepa naša domovino (kroatisk: Vores smukke hjemland) er nationalmelodien i Kroatien.
Teksten blev skrevet i 1835 af Antun Mihanović, og melodien blev komponeret af Josif Runjanin. Nogle kilder mener at melodien er fra Lucia di Lammermoor af Gaetano Donizetti.

## Den kroatiske tekst
Lijepa naša Domovino,
Oj junačka zemljo mila,
Stare slave djedovino,
Da bi vazda sretna bila!
Mila kano si nam slavna,
Mila si nam ti jedina,
Mila kuda si nam ravna,
Mila kuda si planina!
Teci Dravo, Savo teci,
Nit ti, Dunav, silu gubi!
Sinje more, svijetu reci,
Da svoj narod Hrvat ljubi!
Dok mu njive sunce grije,
Dok mu hrašće bura vije,
Dok mu mrtve grobak krije,
Dok mu živo srce bije!

## Engelsk oversættelse
Our beautiful homeland,
Oh dear, heroic land,
Fatherland of ancient glory,
May you always be happy!
Dear, as much as you are glorious,
Only you are dear to us.
Dear, where your land is flat,
Dear, where it is mountainous.
Flow Drava, Sava flow,
Nor you, Danube, lose your power!
Azure sea, tell to the world
That a Croat loves his nation!
As long as the sun warms his ploughed land,
As long as storms lash his oak trees,
As long as graves hide his dead,
As long as his living heart beats!